# Cerekvička
Cerekvička (německy Neustift) je západní část obce Cerekvička-Rosice v okrese Jihlava. V roce 2009 zde bylo evidováno 43 adres. V roce 2001 zde trvale žilo 83 obyvatel.
Cerekvička je také název katastrálního území o rozloze 4,33 km2.

## Název
Vesnice se zpočátku jmenovala Nová ves (v latinské podobě Nova villa, v německé Neustift). Ve vsi stál dřevěný kostel označovaný ve staré češtině slovem cerkev, pro osadu kolem něj se zřejmě vžilo zdrobnělé pojmenování Cerekvice, později dále zdrobnělé na Cerekvička. Počátekem 16. století toto pojmenování v písemných pramenech nahradilo původní české jméno vesnice (německé zůstalo nezměněno). Vývoj jména v písemných pramenech: Nowavilla (1358), Newstift (doslova "Nové založení", 1368), Parwa Newstifft (1408), Malá Cerekvička (1511), Klein Newsiefft (1678), Klein Neustifft (1718, 1720), Neustift (1751), Neustift a Cerekwe (1846), Neustift a Malá Cerekev (1872), Cerekvička (1881), Cerekvička a Neustift bei Iglau (1924).

## Historie
První písemná zmínka o obci pochází z roku 1358. Ves vznikla během středověké kolonizace. V roce 1558 vesnici koupilo město Jihlava. V letech 1869–1889 byla osadou obce Vílanec. V letech 1961–1988 byla místní částí Rosice. K 1. lednu 1989 byla vesnice připojena k Jihlavě, od které se osamostatnila 1. ledna 1992 a stala se součástí obce Cerekvička-Rosice.

## Přírodní poměry
Cerekvička leží v okrese Jihlava v Kraji Vysočina. Nachází se 8 km jižně od Jihlavy, 9 km severně od Stonařova a 2 km západně od Rosic. Geomorfologicky je oblast součástí Česko-moravské subprovincie, konkrétně Křižanovské vrchoviny a jejího podcelku Brtnická vrchovina, v jehož rámci spadá pod geomorfologický okrsek Puklická pahorkatina. Průměrná nadmořská výška činí 560 metrů. Vsí protéká Rosický potok, který se západně od Cerekvičky vlévá do řeky Jihlávky. V jižní části obce teče bezejmenný potok, jenž se rovněž vlévá zprava do Jihlávky.

## Obyvatelstvo
Podle sčítání 1930 zde žilo v 37 domech 182 obyvatel. 38 obyvatel se hlásilo k československé národnosti a 144 k německé. Žilo zde 182 římských katolíkůů.
| Rok            | 1869 | 1880 | 1890 | 1900 | 1910 | 1921 | 1930 | 1950 | 1961 | 1970 | 1980 | 1991 | 2001 | 2011 |
| -------------- | ---- | ---- | ---- | ---- | ---- | ---- | ---- | ---- | ---- | ---- | ---- | ---- | ---- | ---- |
| Počet obyvatel | 197  | 177  | 199  | 188  | 190  | 174  | 182  | 123  | 122  | 87   | 74   | 71   | 83   | 87   |

## Hospodářství a doprava
V obci sídlí firmy Mlýn OIL, s.r.o., Biofeedback Institut, s.r.o., RWetc. s.r.o. a AMIDO, s.r.o. Obcí prochází silnice III. třídy č. 03828 z Rosic do Čížova a místní komunikace č. 03829. Dopravní obslužnost zajišťuje dopravce ICOM transport. Autobusy jezdí ve směrech Jihlava, Vílanec, Loučky, Stonařov. Obcí prochází cyklistická trasa č. 5215.

## Další fotografie

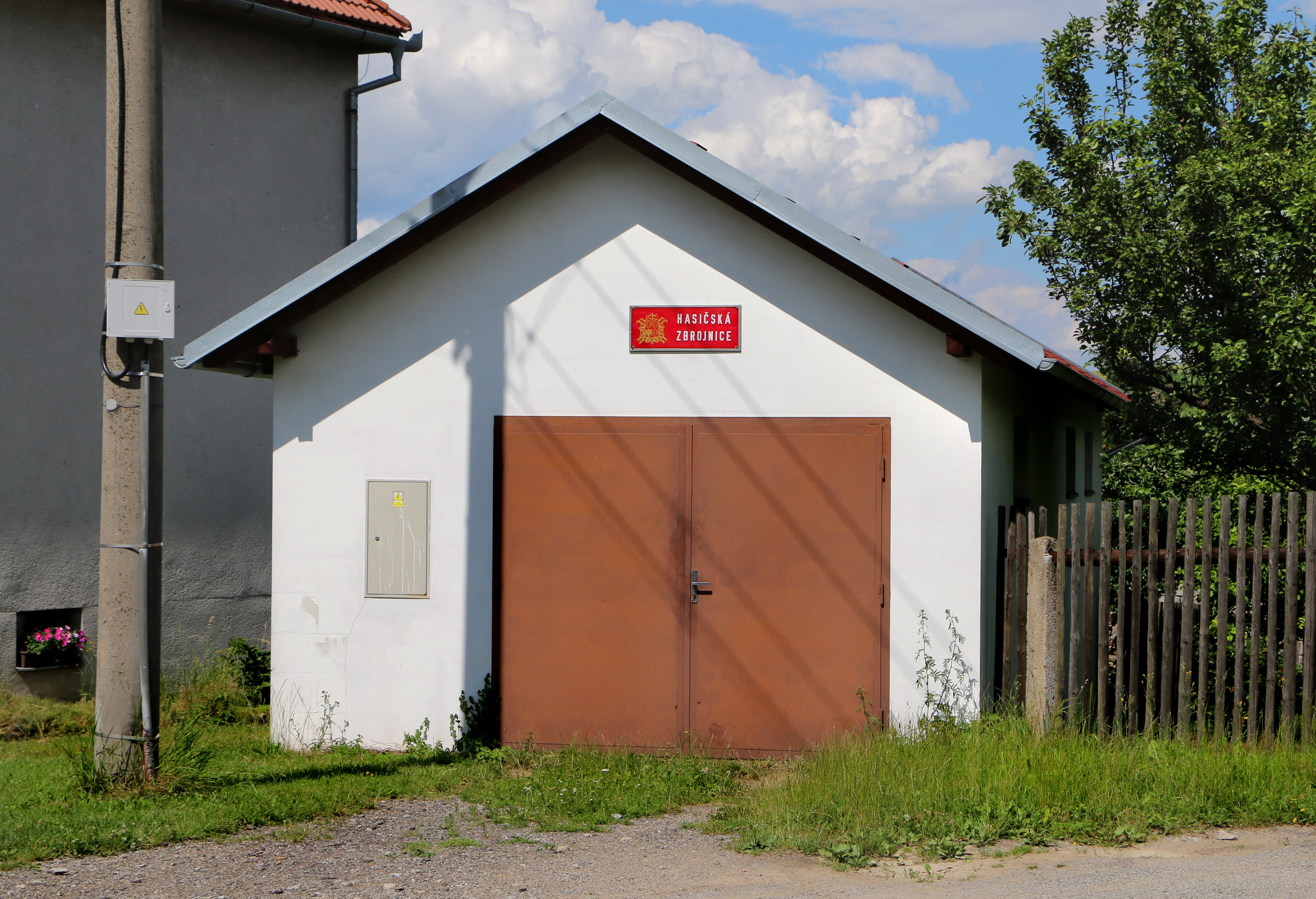
Hasičská zbrojnice
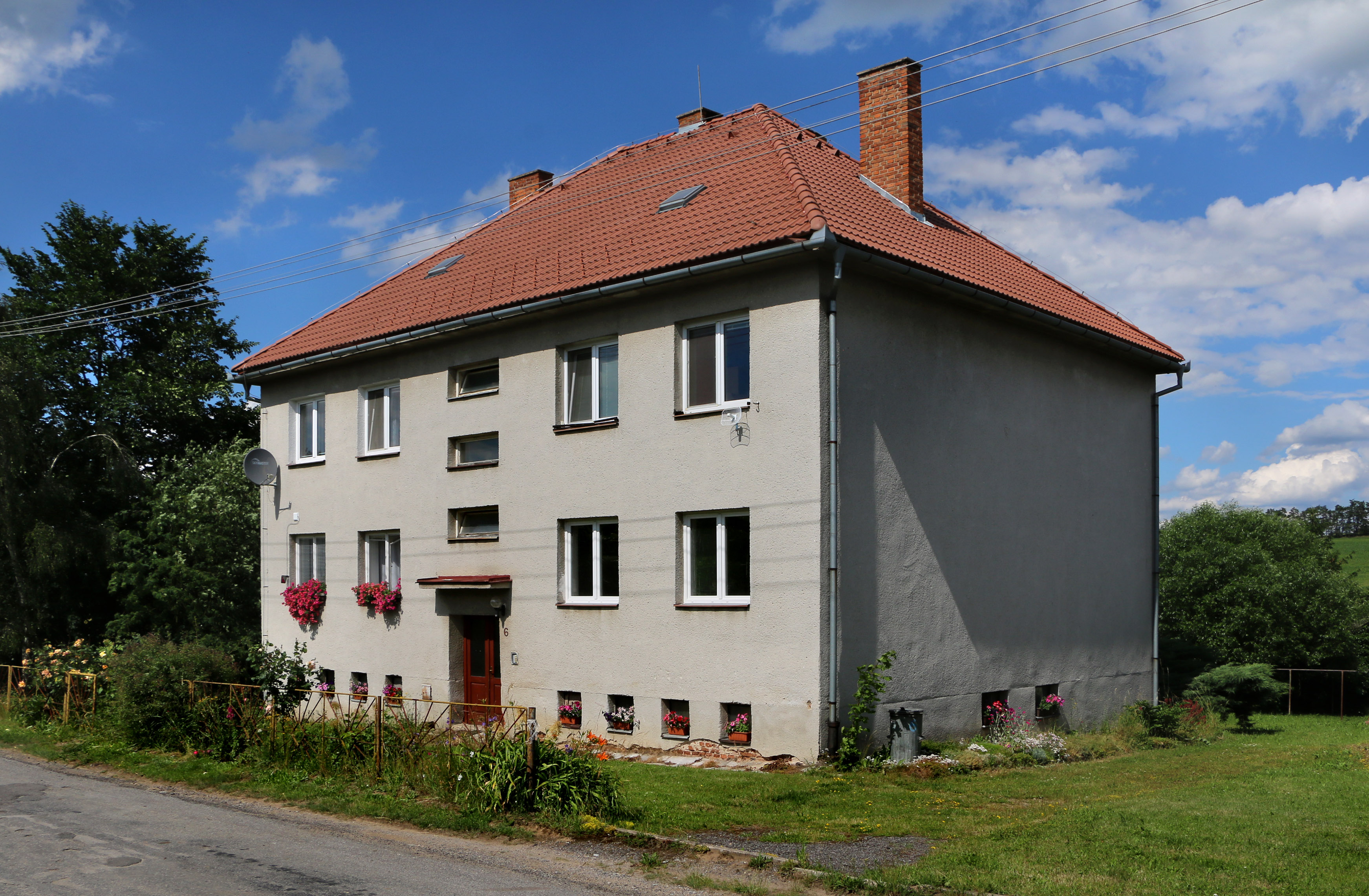
Jediný bytový dům v obci
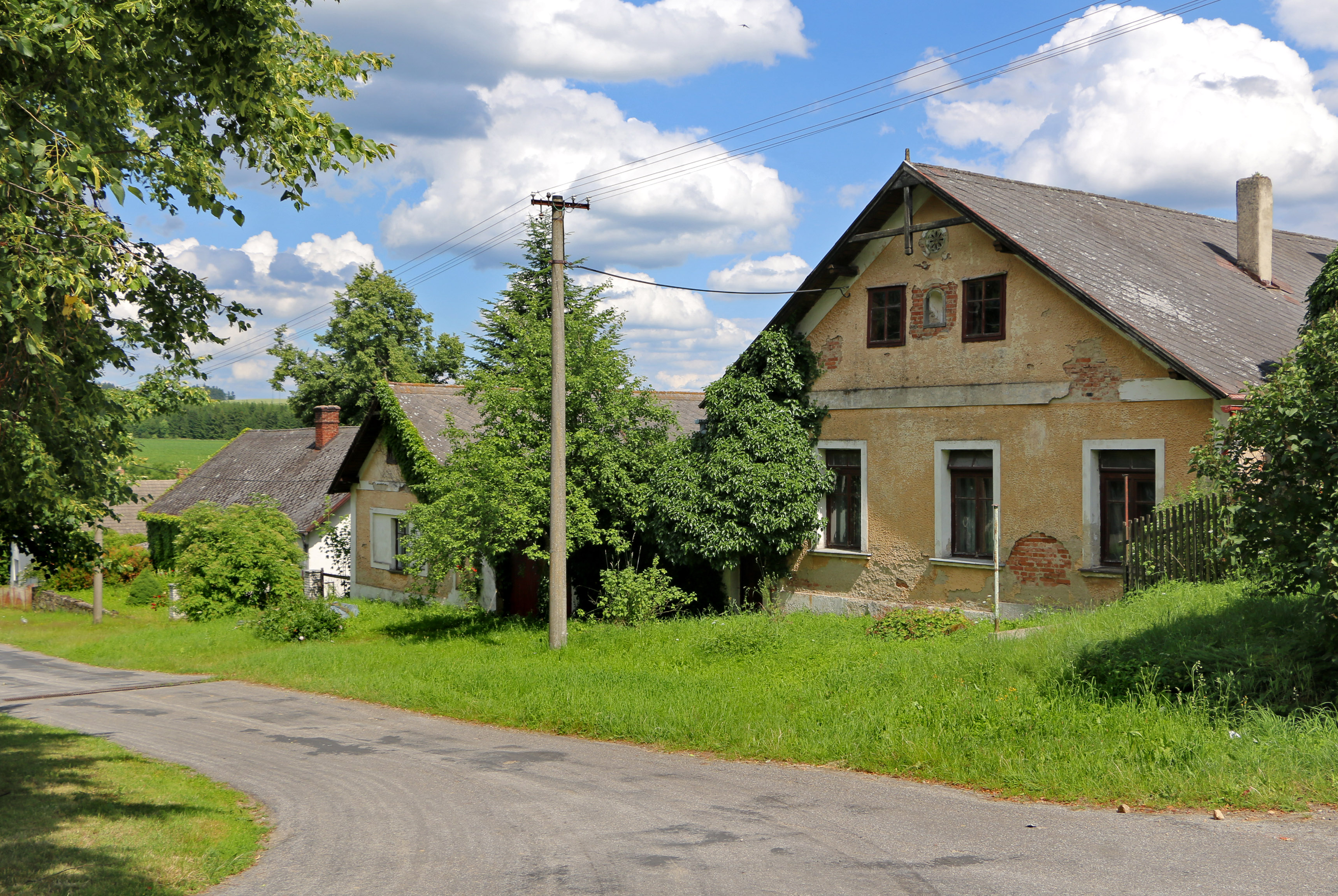
Domy na návsi
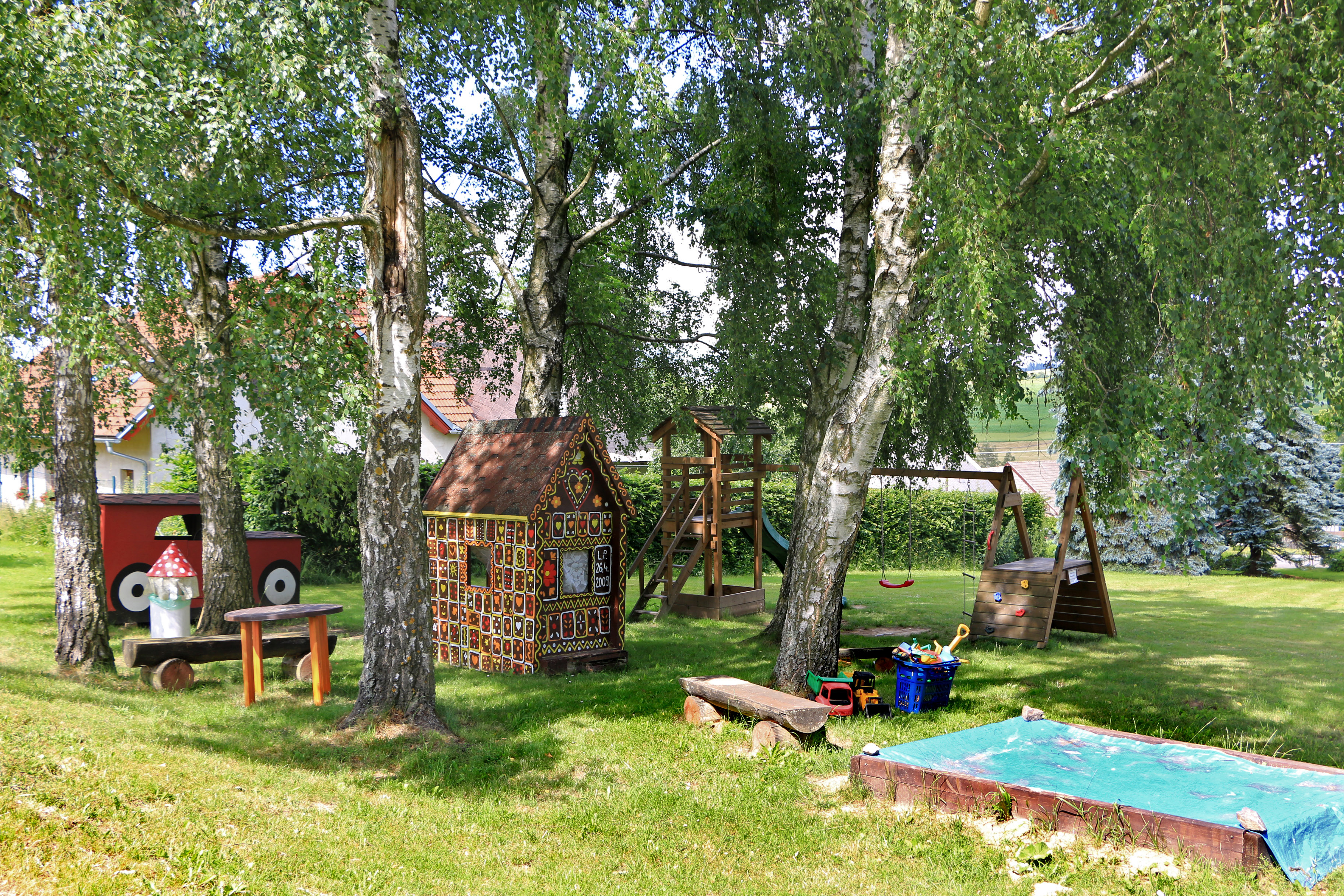
Dětské hřiště s perníkovou chaloupkou